# Anoectangium rhaphidostegium
Anoectangium rhaphidostegium är en bladmossart som beskrevs av C. Müller och Bescherelle 1880. Anoectangium rhaphidostegium ingår i släktet Anoectangium och familjen Pottiaceae. Inga underarter finns listade i Catalogue of Life.